# Linderöd
Linderöd är en tätort i Kristianstads kommun och kyrkby i Linderöds socken i Skåne. Linderöd har gett namn åt Linderödsåsen.
Motorvägen på E22 mellan Malmö och Kristianstad passerar utanför och gick tidigare igenom Linderöd. Förbifart Linderöd invigdes den 22 december 2017. Linderöd ligger utmed den numera nedlagda och upprivna bandelen Kristianstad-Eslöv, tidigare Hörby-Tollarps Järnväg. Järnvägen lades ner 1957 och rälsen revs upp 1980.

## Befolkningsutveckling
| Befolkningsutvecklingen i Linderöd 1960–2020 | Befolkningsutvecklingen i Linderöd 1960–2020 | Befolkningsutvecklingen i Linderöd 1960–2020 | Befolkningsutvecklingen i Linderöd 1960–2020 | Befolkningsutvecklingen i Linderöd 1960–2020 |
| -------------------------------------------- | -------------------------------------------- | -------------------------------------------- | -------------------------------------------- | -------------------------------------------- |
|                                              |                                              |                                              |                                              |                                              |
| År                                           |                                              |                                              | Folkmängd                                    | Areal (ha)                                   |
| 1960                                         | 1960                                         |                                              | 446                                          |                                              |
| 1965                                         | 1965                                         |                                              | 363                                          |                                              |
| 1970                                         | 1970                                         |                                              | 379                                          |                                              |
| 1975                                         | 1975                                         |                                              | 386                                          |                                              |
| 1980                                         | 1980                                         |                                              | 375                                          |                                              |
| 1990                                         | 1990                                         |                                              | 375                                          | 74                                           |
| 1995                                         | 1995                                         |                                              | 387                                          | 75                                           |
| 2000                                         | 2000                                         |                                              | 378                                          | 75                                           |
| 2005                                         | 2005                                         |                                              | 396                                          | 76                                           |
| 2010                                         | 2010                                         |                                              | 404                                          | 76                                           |
| 2015                                         | 2015                                         |                                              | 468                                          | 108                                          |
| 2020                                         | 2020                                         |                                              | 471                                          | 99                                           |
|                                              |                                              |                                              |                                              |                                              |

## Samhället
I Linderöd finns Linderöds kyrka, en romansk absidkyrka från 1100-talet.
I Linderöd finns fritidshem, förskola och skola upp till årskurs tre. Närmaste högstadium finns i Tollarp. Skolbiblioteket är öppet för allmänheten en eftermiddag i veckan.
Linderöds stationshus är ritat av arkitekten Adolf Wilhelm Edelswärd.
Centralt i Linderöd ligger Idalidens camping.

## Näringsliv
Några företag på orten är Linderöd Auktion AB, Jeppsson Produktion AB som sysslar med legotillverkning, Linderöds Träindustri samt Murtra Produkter AB som arbetar med textilier. Företagen StaketLarm AB, Linderöds Allmek AB och Linderödsgården B&B drivs också i Linderöd.

## Idrott
Linderöd har en aktiv idrottsförening som bedriver fotboll, innebandy, bordtennis och längdskidåkning. På orten finns också en tennisklubb och ett folkdanslag.

## Kända personer från Linderöd
- Royne Zetterman, hoppryttare
- William Lengertz, författare
- Amanda Fondell, sångerska